# Stenarella insidiator
Stenarella insidiator är en stekelart som först beskrevs av Smith 1859.  Stenarella insidiator ingår i släktet Stenarella och familjen brokparasitsteklar. Inga underarter finns listade i Catalogue of Life.